# SG 06 Betzdorf
Sportgemeinschaft 1906 e. V. Betzdorf é uma agremiação alemã, fundada a 6 de setembro de 1906, sediada em Betzdorf, na Renânia-Palatinado.
A equipe de futebol tem origem a partir da ginástica do clube Betzdorfer Turnverein. O departamento logo ficou independente, sendo renomeado Verein für Jugend-und Volksspiele Betzdorf, e mais tarde, Betzdorfer Fußball Clube 1906.

## História
O FC se juntou ao Reichssportverein Betzdorf, em 1934, e foi reunificado com o seu predecessor, Betzdorf TV, em 1936 para atuar como Reichsbahn-SG Betzdorf. O clube participou da segunda divisão, na Bezirksliga Mittelrhein, e fez aparições nos play-offs de promoção em 1938 e 1941. 
A equipe tomou parte da Gauliga Moselland, em 1943, e terminou em terceiro na Ost Staffel da divisão.  O clube pretendia jogar a temporada 1944-1945, mas a essa altura os exércitos aliados entraram na Alemanha e o campeonato ficou incompleto.
Depois da guerra das autoridades aliadas de ocupação ordenaram a dissolução da maioria das organizações no país, incluindo as esportivas. O SG desapareceu brevemente, mas foi restabelecido em 1947. O clube se fundiu com o Eisenbahn-Sportverein Betzdorf, em 1962, para formar o ESG 06 Betzdorf. O time recém-criado fez uma aparição única na temporada da Amateurliga Rheinland (III), em 1971-1972, mas terminou em último. A união durou até 1979, quando ambos seguiram caminhos separados.
Em 1994, o SG Betzdorf ganhou o acesso para a Oberliga Südwest (IV) para uma terceira temporada. O time foi imediatamente promovido da Rheinland Verbandsliga (V) e jogou mais duas temporadas na Oberliga. O SG retornaria à Oberliga, em 2004, antes de ser rebaixado em 2007. Contudo, voltou para a Oberliga mais uma vez, em 2007-2008, após vencer a Verbandsliga.

## Títulos
- Verbandsliga Rheinland (V) Campeão: 2004, 2008;

## Cronologia recente
| Temporada | Divisão                    | Posição |
| 1999–2000 | Oberliga Südwest (IV)      | 16ª ↓   |
| 2000–01   | Verbandsliga Rheinland (V) | 5ª      |
| 2001–02   | Verbandsliga Rheinland     | 5ª      |
| 2002–03   | Verbandsliga Rheinland     | 3ª      |
| 2003–04   | Verbandsliga Rheinland     | 1ª ↑    |
| 2004–05   | Oberliga Südwest (IV)      | 14ª     |
| 2005–06   | Oberliga Südwest           | 16ª     |
| 2006–07   | Oberliga Südwest           | 16ª ↓   |
| 2007–08   | Verbandsliga Rheinland (V) | 1ª ↑    |
| 2008–09   | Oberliga Südwest (V)       | 6ª      |
| 2009–10   | Oberliga Südwest           | 13ª     |
| 2010–11   | Oberliga Südwest           | 3ª      |
| 2011–12   | Oberliga Südwest           | 14ª     |